# St. James megye
Saint James megye az Amerikai Egyesült Államokban, azon belül Louisiana államban található. Megyeszékhelye Convent, legnagyobb városa Lutcher. Lakosainak száma 20 192 fő (2020. április 1.). St. James megye Ascension, Assumption, Saint John the Baptist és Lafourche megyékkel határos.

## Népesség
A megye népességének változása:
| Lakosok száma | 22 030 | 21 851 | 21 717 | 21 752 | 21 567 | 20 192 |
|               | 2010   | 2011   | 2012   | 2013   | 2015   | 2020   |